# Sobasina magna
Sobasina magna là một loài nhện trong họ Salticidae.
Loài này thuộc chi Sobasina. Sobasina magna được Berry, Joseph A miêu tả năm 1998. Beatty & Jerzy Prószyński.